# Margot Dumont
 (février 2025).
Margot Dumont, née le 5 juillet 1990 à Lyon, est une journaliste de sport à la télévision et ancienne joueuse de football française. Sur Canal+ depuis août 2024, elle participe notamment à l'animation en bord terrain, aux interviews d'après-match pour la Ligue des champions et fait partie de l'équipe du Canal Football Club.

## Biographie
Margot Dumont grandit dans le quartier de la Croix-Rousse à Lyon. Son père, médecin ORL, est Français originaire de Lyon et sa mère, avocate, est Allemande native du nord de l'Allemagne. En plus de sa langue natale, Margot parle couramment allemand, anglais, italien et espagnol.
Alors qu'elle est adolescente et âgée de 14 ans, la journaliste en herbe fonde et publie son propre site internet nommé Espace-OL.com. Ce site marque la première étape de sa carrière dans les médias.
Pendant sa formation en école de journalisme, elle décroche plusieurs stages dont un contrat à Canal+ puis à la chaîne L'Équipe où elle fait la connaissance de Charles Biétry, journaliste sportif et responsable important pour sa carrière.
En 2009, elle poursuit ses études de journalisme et elle pige en parallèle pour les rédactions de la chaîne L'Équipe, RMC Sport et Infosport+, service du groupe Canal+.
En 2012, la création de la chaîne BeIn Sports (France) permet à Margot Dumont de faire partie des premières recrues de la chaîne qatarienne, où elle retrouve Charles Biétry et le directeur de la rédaction Florent Houzot venu d'Infosport+.
Durant 12 années, elle couvre toutes les compétitions de football comme la Ligue 1, la Ligue 2 BKT, la Ligue des champions de l'UEFA, la Ligue Europa, le Championnat d'Europe de football ou encore la Coupe du monde de football et notamment les montées en Ligue 1 du Nîmes Olympique en 2018 ou encore celle du Stade brestois 29 en 2019 et sous la douche des brestois. La journaliste co-anime également plusieurs émissions avec Thomas Thouroude à partir de 2021, notamment lors de la Coupe du Monde 2022 au Qatar,,. En parallèle, de 2018 à 2021, Margot Dumont collabore avec la chaîne allemande Sky Sports à Munich pour y couvrir la Ligue des champions de l'UEFA. Elle y officie en tant qu'experte du football français pour le public allemand.
En 2024, la journaliste revient 14 ans après sur la chaîne Canal+, pour couvrir la Ligue des champions et faire partie de l'équipe du Canal Football Club.
Lors du match opposant le Paris Saint-Germain à Arsenal FC le 1er octobre 2024 à Londres en Ligue des Champions, la journaliste subit des remarques désobligeantes et maladroites au cours de l'interview de l'entraîneur Luis Enrique, énervé, après le match. Contrarié après la défaite du PSG, le responsable sportif rétorque notamment à l'une de ses questions sur sa tactique « vous ne pouvez pas comprendre » dans le journal L'Équipe, une phrase engendrant certaines réactions du public.